# Хартли (Ајова)
Хартли (енгл. Hartley) град је у америчкој савезној држави Ајова. По попису становништва из 2010. у њему је живело 1.672 становника.

## Демографија
Према попису становништва из 2010. у граду је живело 1.672 становника, што је -61 (-3.5%) становника више него 2000. године.
| Група             | 2000.         | 2010.         |
| Белци             | 1.611 (93,0%) | 1.562 (93,4%) |
| Афроамериканци    | 14 (0,8%)     | 0 (0,0%)      |
| Азијати           | 7 (0,4%)      | 7 (0,4%)      |
| Хиспаноамериканци | 81 (4,7%)     | 74 (4,4%)     |
| Укупно            | 1.733         | 1.672         |